# 市原えりさ
市原えりさ（いちはら えりさ、5月3日 - ）は、日本の女性声優。東京都出身。アミュレート準所属。

## 人物
- 好きなこと[1]は歌唱、動物と触れ合う、乗馬、謎解き、ボードゲームと木の根っこ観察。
- 得意なこと[1]は動画制作、イラストレーション、笑いながら怒る人を演じること。

## 出演

### アニメ
- WIXOSS DIVA(A)LIVE (梅津 真帆 うめつ まほ、まほまほ 役)
- 疑似ハーレム(番組レギュラー)[2]
- 指先から本気の熱情〜チャラ男消防士はまっすぐな目で私を抱いた〜(店員役)[2]
- つのつのまめたん ふしぎなあわ (ふるふるたん 役)[2]
- だじゃれどうぶつマンション (バナナ王 他)[2]
- ケンダマスター拳TVseries (エリカ 役、マックス 役)
- マウスマン ダークチャイルド[2]

### 吹き替え
- ディストピア2043 未知なる能力 (ソニモス 役 他)[2]

### ゲーム
- ウィクロスマルチバース (まほまほ 役)[2]
- 黒い砂漠 (エイリーン 役)[2]
- 岩倉アリア (店主 役、通行人 役)[2]
- アートコードサマナー (歌川国芳 役)[2]
- 戦斧走破DASH (わんちゃん 役)[2]

### ドラマCD
- ルーンファクトリー3スペシャル Dream Collection 特典ドラマCD (モコモコ 役、ナレーション)[2]
- 白猫プロジェクト アイシャ抱き枕カバー特典ドラマCD (猫 役)[2]

### ボイスコミック
- 一言のシン（2023年 - 2025年、水沢まゆり〈2代目〉[3]）

### WEBコンテンツ
- クリーナーズ!～食卓の安心・安全はぼくたちが守る!～ (セイタ 役、ミキ 役、キノ 役)[2]
- 七星くんと委員長 (今井優香 役)[2]
- ゆるこま劇団 (オオウラミーコ 役)[2]

### ナレーション
- 鹿島アントラーズ×TAITO カシマゾンビスタジアム (CMナレーション、スタジアムアナウンス)[2]
- オバケンゾンビランド in サンリオピューロランド (アトラクション音声、館内アナウンス)[2]
- 畏怖 咽び家 (アトラクション音声)[2]
- mysta (CMナレーション)[2]
- アプリ『World Museum』 (バーチャル化石展音声ガイド)[2]

### ラジオ
- 文化放送超A&G+『みけとえりさのボドゲに恋して!』[2]
- 文化放送超A&G+『市原えりさと大石歩佳のらじぽっ!』[2]
- 『超!A&Gスペシャル〜人材”発見”プログラム〜A&Gアカデミーディスカバリー〜』[2]

### 舞台
- ぬいぐるみスピリット (主演)[2]
- FM898 RADIO LILAC (ELLY 役)[2]
- 美人狼 ～アイドルへの道～ (市井 蜜柑 役)(2025年2月27日 - 3月2日、高田馬場ラビネスト)[4]

### イベント
- 光なき終の世界からの脱出 (キャラクターボイス出演)[2]
- 東京おもちゃショー (キャラクターMC)[2]
- WIXOSSディーヴァグランプリ2nd[5]
- ちゃおフェス (2021・2022キャラクターMC)[2]
- WIXOSS10周年 ～WIXOSS 10th GROW!超10周年祭～[2]
- WIXOSS47都道府県ツアー〜5周年だよ全員集合!〜[2]
- ウィクロス学園祭 (ツアー)[2]
- ウィクロス新年会 (一日店長)[2]
- WIXOSSスタートツアー[2]
- 久保ユリカが1人しゃべりなんて胃が痛い。DVDinハワイ 先行発売イベント[2]
- LIVE.EXE♪2018!!～2nd BLASTOFF～ (Little Sisters夏海 役)[2]
- LIVE.EXE 2019 ～Restart ～ (Little Sisters夏海 役)[2]
- A&Gサタデーライブ! [2]
- 美人狼 ～アイドルへの道～ アフターイベント (市井 蜜柑 役)(2025年3月31日)[6]

### 歌唱楽曲
- 永遠♡不滅 きゅるきゅる～ん☆ (まほまほ 役)[2]
- 好き好きポケットシスター (Little Sisters夏海 役)[2]
- 2人の願いが叶うまで (Little Sisters夏海役 役)[2]
- 笑顔の鍵 (みけとえりさのボドゲに恋して!主題歌)[2]

### 公式アンバサダー
- タカラトミートレーディングカードゲームWIXOSS 公式アンバサダー『WIXOSSガールズ』[2]